# Mamerto Natividad
Mamerto Natividad Jr. (12 de junio de  1871, 10 de noviembre de 1897),  es un comandante en jefe del ejército revolucionario de Luzón Central, en la primera fase de la Revolución Filipina, uno de los firmantes de la Constitución de la conocida como República de Biac-na-Bató, muerto en combate con los cazadores españoles  en el barrio de San Fernando del municipio de Cabiao.

## Biografía
Mamerto Natividad Jr., conocido familiarmente como  Mamertito, nace fruto del matrimonio celebrado entre Mamerto Natividad Sr. y Gervasia Alejandrino, natural de Bacolor en La Pampanga. Su padre era un famoso abogado,  sospechoso de  rebeldía, murió a manos de los españoles.

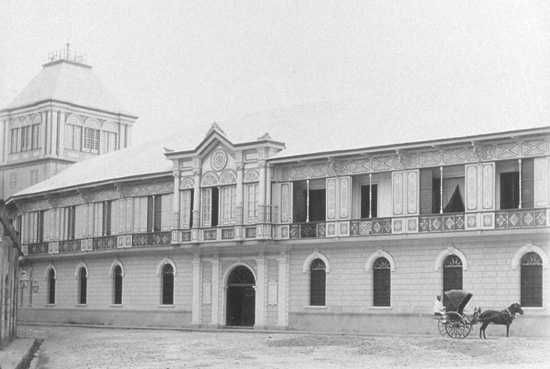
Colegio de San Juan de Letrán, Manila (ca. 1880).

Sus primeros estudios los lleva a cabo  en el Ateneo Municipal de Manila, centro docente  que debe abandonar por indisciplinado.
Más tarde prueba suerte en el Colegio de San Juan de Letrán, resultando incapaz de terminar su educación secundaria. Regresó a Nueva Ecija para ayudar a su familia en sus labores agrícolas.

## Revolucionario
Con el fin de vengar la muerte de su padre, él y sus hermanos se unieron al movimiento revolucionario del Katipunan.
Enteradas las autoridades incendiaron  casa e ingenios familiares. Mamerto fue encarcelado porque disparar a un juez español que amonestró a su hermano.
Mamerto consigue evadirse de la prisión acudiendo a Cavite donde combatía Emilio Aguinaldo a cuya partida se incorpora.
En verano de 1897 atacar un destacamento español en San Rafael de Bulacán,  internándose luego en Pangasinán actuando en Tayug.
En un barrio de Cabiao fue alcanzado por un francotirador español que acertando en el blanco la causó la muerte en el acto. Se encontraba en compañía del general Pio del Pilar, el comandante José Ignacio Paua y unos doscientos hombres.
En el momento de su muerta era el general más joven del ejército revolucionario.

## Reconocimiento
El municipio filipino General Mamerto Natividad (Bayan ng General Mamerto Natividad - Municipality of Gen. Mamerto Natividad ) situado en la provincia de Nueva Écija, lleva su nombre.